# Liste der brasilianischen Botschafter in Suriname
Die Botschaft befindet sich südlich der Piste von Zorg en Hoop, Paramaribo.

## Geschichte
Von 30. Januar 1996 bis 14. November 2000 war der Botschafter in Paramaribo auch bei der Regierung in Castries (St. Lucia) akkreditiert.
| Ernannt       | Name                                  | Bemerkungen                                                                  | Ernennungsurkunde              | im Senat des Nationalkongress vorgestellt am | ernannt von               | akkreditiert bei         | Posten verlassen |
| ------------- | ------------------------------------- | ---------------------------------------------------------------------------- | ------------------------------ | -------------------------------------------- | ------------------------- | ------------------------ | ---------------- |
| 10. Okt. 1983 | Luiz Felipe Lampreia                  |                                                                              |                                |                                              | José Sarney               | Ramsewak Shankar         |                  |
| 6. Okt. 1988  | José Artur Denot Medeiros             |                                                                              | MSF 175/1988                   |                                              | José Sarney               | Ramsewak Shankar         |                  |
| 26. Juni 1990 | Sergio da Veiga Watson                |                                                                              | MSF 112 de 1990                |                                              | Fernando Collor de Mello  | Johan Kraag              |                  |
| 20. Apr. 1995 | Roberto de Abreu Cruz                 | am 30. Januar 1996 zusätzlich zum Botschafter in Castries St. Lucia ernannt. | MSF 83 de 1995 MSF 321 de 1995 | 6. Apr. 1995                                 | Fernando Henrique Cardoso | Ronald Venetiaan         |                  |
| 15. Okt. 1997 | Jorge Saltarelli Junior               | (cumulativamente) Embaixador do Brasil em Santa Lucia                        | MSF 209 de 1996                | 30. Okt. 1996                                | Fernando Henrique Cardoso | Jules Albert Wijdenbosch |                  |
| 14. Nov. 2000 | Ricardo Luiz Viana de Carvalho        | Am 13. September 2005 zum Botschafter in St. Lucia ernannt.                  | MSF 164 de 2000, MSF 4 de 2003 | 18. Okt. 2000                                | Fernando Henrique Cardoso | Ronald Venetiaan         |                  |
| 7. Juli 2005  | Ricardo Carvalho do Nascimento Borges |                                                                              | MSF 127 de 2005                | 30. Juni 2005                                | Luiz Inácio Lula da Silva | Ronald Venetiaan         |                  |
| 28. Dez. 2007 | José Luiz Machado e Costa             |                                                                              | MSF 174 de 2007                | 5. Dez. 2007                                 | Luiz Inácio Lula da Silva | Ronald Venetiaan         |                  |
| 12. Jan. 2012 | Marcelo Baumbach                      |                                                                              | MSF 120 de 2011                | 9. Nov. 2011                                 | Dilma Rousseff            | Desi Bouterse            |                  |